# إيزابيلا حماد
إيزابيلا حماد (1991-) كاتبة فلسطينية ولدت في لندن، حاصلة على بكالوريوس الأدب الإنجليزي من جامعة أكسفورد عام 2012. حازت على إقامة للكتابة في جامعة نيويورك وتفرغ للبحث من مؤسسة كينيدي، وإقامة في مؤسسة سانتا مادالينا وماكدويل، وزمالة في مؤسسة روكفلر. تم اختيارها واحدة من أفضل الروائيين البريطانيين الشباب في جرانتا عام 2023. تنشر مقالاتها وكتاباتها في النيويورك تايمز و Conjunctions، وThe Paris Review.

## مؤلفاتها
صدر لحماد روايتان الأولى بعنوان الباريسي عام 2018 عن دار التنوير للنشر والتوزيع باللغة الإنجليزية وترجمها المترجم السوري حارث النبهان، وتدور الرواية حول حقبة مهمة من التاريخ الفلسطيني تتمثل في رحلة شاب فلسطيني وحبه، انتقل للدراسة في فرنسا أثناء الحرب العالمية الأولى حتى رجوعه إلى فلسطين خلال مرحلة النضال لنيل استقلالها من الانتداب البريطاني. والرواية الثانية Enter Ghost "ادخل أيها الشبح" التي صدرت عام 2023 وفازت بجائزة أسبن ووردز الأدبية لعام 2024. وتدور الرواية حول الشتات والنزوح والروابط الدائمة بين الأسرة والمقاومة والقدرة على الصمود في مواجهة الاحتلال.

## جوائز
حصلت إيزابيلا على عدة جوائز منها:
- جائزة بليمبتون للأدب الخيالي عام 2018.
- جائزة أوهنري لعام 2019.
- جائزة فلسطين للكتاب عن روايتها الأولى الباريسي عام 2019.
- جائزة سو كوفمان من الأكاديمية الأمريكية للفنون والآداب.
- جائزة بيتي تراسك من جمعية المؤلفين في المملكة المتحدة.
- تكريم من مؤسسة الكتاب الوطنية، الدورة الخامسة لمن دون 35 عاما.